# Jeździec miedziany
Jeździec miedziany (ros. Медный всадник) – jeden z ostatnich utworów Aleksandra Puszkina, uznawany za jedno z lepszych dzieł tego autora. 
Tytuł poematu nawiązuje do petersburskiego pomnika Piotra Wielkiego dłuta Falconeta, jednak w istocie poemat poświęcony jest rozważaniom poety na temat roli Piotra I w dziejach Rosji i jego wpływu na stan narodu rosyjskiego, a także nad charakterem Petersburga. W znacznym stopniu Jeździec miedziany został zainspirowany chęcią podjęcia polemiki z negatywną i ironiczną wizją Piotra i Petersburga przedstawioną przez Adama Mickiewicza w tzw. Ustępie w III części Dziadów. Spora część poematu jest analogiczna treściowo do Ustępu, prezentuje jednak przeciwstawną mickiewiczowskiej wizję miasta i cara. Również w swoich przypisach do Jeźdźca Puszkin umieścił odwołania do utworu Mickiewicza. Poeta odniósł się także do opisu miasta zawartego w części Ustępu zatytułowanej Oleszkiewicz. 
Puszkin napisał Jeźdźca miedzianego we wsi Bołdino w październiku 1833. W grudniu tego roku przesłał czystorys poematu do akceptacji carowi Mikołajowi I. Car zakwestionował pewne partie tekstu, a poeta, mimo pewnych prób, nie zdołał zmodyfikować poematu w duchu carskich uwag. W trakcie prób redakcji Puszkin dokonał szeregu niewymuszonych przez cenzurę zmian i ulepszeń utworu. Nie mogąc dostosować poematu do wymagań cara, w 1834 autor wydał tylko krótki fragment swojego dzieła. Cały poemat został wydany dopiero w 1837, już po śmierci poety. Dokonał tego Wasilij Żukowski, jednak chcąc opublikować Jeźdźca, musiał usunąć część wersów, a w innych dokonać istotnych poprawek uwzględniających żądania cara, zniekształcając znacznie wymowę utworu. Pierwsze wydanie Jeźdźca zgodne z rękopisem Puszkina mogło się ukazać dopiero w 1919. Od tego czasu publikuje się ten poemat bez poprawek Żukowskiego, choć w kilku wariantach – odpowiadających poszczególnym wersjom napisanym przez samego Puszkina. 
Na język polski poemat przetłumaczył po raz pierwszy Marcin Szymanowski w 1843 (wydane w warszawskim czasopiśmie Jutrzenka), było to jednak tłumaczenie pisane nie wierszem a prozą. Fragmenty utworu były przekładane i wydawane  także pod koniec XIX w. Jednak dopiero Julian Tuwim w okresie 1927–1931 przetłumaczył całego Jeźdźca wierszem i wydał go w 1932 (fragmenty były publikowane trochę wcześniej).